# Erina
Erina är ett släkte av fjärilar. Erina ingår i familjen juvelvingar.

## Dottertaxa tillErina, i alfabetisk ordning[1]
- Erina absimilis
- Erina acasta
- Erina androlus
- Erina anita
- Erina ardosiacea
- Erina biaka
- Erina caeruleolactea
- Erina canescens
- Erina coeruleus
- Erina consimilis
- Erina cupreus
- Erina cyanites
- Erina decolorata
- Erina dimorphus
- Erina doreia
- Erina erinus
- Erina eugenia
- Erina gilberti
- Erina goodingi
- Erina grandis
- Erina grandissima
- Erina helenita
- Erina hyacinthina
- Erina josephina
- Erina lamia
- Erina limbata
- Erina margarita
- Erina maria
- Erina meforensis
- Erina meurapakuna
- Erina moerens
- Erina morobea
- Erina persimilis
- Erina pruina
- Erina riuensis
- Erina sepicana
- Erina silicea
- Erina simplexa
- Erina sisicea
- Erina stevensi
- Erina subargentea
- Erina subargenteae
- Erina subpallidus
- Erina subrosea
- Erina sudesta
- Erina sumbensis
- Erina taamensis
- Erina tenimberensis
- Erina timorensis
- Erina toza
- Erina translucens
- Erina tringa
- Erina tualensis
- Erina viriditincta
- Erina zita